# Colli Lanuvini superiore
Il Colli Lanuvini superiore è un vino DOC la cui produzione è consentita nella provincia di Roma.

## Caratteristiche organolettiche
- colore: giallo paglierino più o meno intenso.
- odore: vinoso, delicato e gradevole.
- sapore: secco o amabile, sapido di giusto corpo, armonico vellutato.

## Produzione
Provincia, stagione, volume in ettolitri
- nessun dato disponibile